# Belica
Belica (horvátul Belica, korábbi magyar változata Belicza) falu és község Horvátországban, Muraköz megyében.

## Fekvése
Csáktornyától 7 km-re keletre fekszik. Két falu tartozik hozzá: Belica (Belica) és Muragárdony (Gardinovec).

## Története
A község területén már a bronzkorban éltek emberek. Ezt bizonyítja az itteni agyagbányában 1964-ben talált, az i. e. 11. századra keltezett gazdag bronzlelet. Ebben bronzsarló, kések, kardhegyek, bronzvéső, nyaklánc és megmunkálatlan nyers bronzdarabok is kerültek elő.
A mai települést 1254-ben "Terra Bela" alakban említik először.
A Hahót nemzetség birtoka volt. 1256-ban a Hahót nembeli I. Mihály több Varasd vármegyei faluért cserébe kapta a muraközi Béla falut Lanczelott nevű rokonától.
1366-ban "Poss. Beelch, Belch (Belych) inter flvios Draace et Mure" azaz a Dráva és Mura folyók közötti Belch néven említik. 1399-ben hasonló alakban "Poss. Belch alio nomine Bela, inter fluvios Drava et Mura" szerepel. 1477-ben köznemesi előnévben találjuk "Belecz" alakban.
1478-ban Stephanus Bekoych de Belycz azaz Beliczi Bekojcs István nevében szerepel. Belica néven csak 1638-ban találjuk először írott forrásban.
A csáktornyai uradalom részeként I. Lajos magyar király 1350-ben Lackfi István erdélyi vajdának adományozta, aki 1351-től a horvát-szlavón-dalmát báni címet viselte. Miután a Lackfiak kegyvesztettek lettek a Muraközt 1397-ben a Kanizsaiak kapták meg, akik Zsigmond király hívei voltak, de már 1405-ben elvették tőlük. 1437 után a Cilleieké, majd a Cilleiek többi birtokával együtt Vitovec János horvát bán szerezte meg, de örökösei elveszítették. Hunyadi Mátyás Ernuszt János budai nagykereskedőnek és bankárnak adományozta, aki megkapta a horvát báni címet is.
1501-ből származik a muraközi katolikus egyházmegye okirata, mely szerint ekkor már állt Szűz Mária tiszteletére szentelt temploma és ismert István nevű papja is. A plébánia alapításának pontos dátuma nem határozható meg, azonban ez a 15. századra tehető. A templom 1597-es megújítási időpontja mindenképp annak sokkal korábbi építését igazolja.
1540-ben a csáktornyai Ernusztok kihalása után az uradalom rövid ideig a Keglevich családé, 1546-ban a későbbi szigetvári hős Zrínyi Miklósé lett. A Zrínyiek uralma alatt a település sokat fejlődött. Zrínyi Péter 1671-ben történt  kivégzése után bátyjának, Zrínyi Miklós fiának Zrínyi Ádámnak birtoka maradt. Mellette még az Ivanovics, Tkalcsevics és  Pongrác családok rendelkeztek nagyobb birtokkal a településen. Zrínyi Ádám halála után  a Udvari kamara birtoka lett, majd gróf Batthyány Miklós vásárolta meg. A 18. és 19. század során több kisebb birtokosa volt, akik közül kiemelkedik a báró Inkey család.
Belica mindig a módosabb települések közé tartozott, melyet a 18. század végi és 19. század eleji adóösszeírások is jól mutatnak. A tehenek és lovak nagy száma is jellemzi a falu fejlett gazdaságot. 1773-ban például 59 adófizetője volt a településnek, akik 132 tehenet és 144 lovat tartottak. Az 59 adózóból ekkor még 56 jobbágy volt. A gazdasági életben az 1805 és 1810 között dúlt marhavész jelentett visszaesést. Ez a háztáji gazdaságok számában is megmutatkozott. A 19. század közepére a fejlődés folytatódott. 1847-ben Belicán már 82 háztáji gazdaság volt, ebből 49 volt jobbágyoké. 1891. szeptember 9-én a faluban nagy tűzvész pusztított, melyben 43 lakóház és számos gazdasági épület égett le. Hatvan család, mintegy 250 lakos veszítette el otthonát.
1920 előtt és 1941 és 1945 között ismét Zala vármegye csáktornyai járásához tartozott, körjegyzőségi székhely volt. Belica továbbra is a Muraköz egyik gazdasági központja maradt. A 20. század elején kezdődött itt a téglagyártás, mely az 1980-as évek elejéig működött. A falu a második világháború után főként burgonya termesztéséről lett ismert. A mezőgazdasági kiállításokon termelőik több díjat is nyertek. Az elektromos áramot 1952-ben vezették be. Az utak aszfaltozása 1966-ban indult meg, a vízvezetéket 1977-ben építették ki. Belica község 1993-ban alakult meg.

## Lakossága
A II. József által elrendelt első muraközi népszámlálás során 74 házat, 89 családot és 515 lakost számláltak a településen, közülük 244 nő volt. A lakosság száma a 19. század elején visszaesett. Ekkor már csak 62 ház állt itt 486 lakossal, akik mind katolikusok voltak. Az 1857-es összeírás szerint már 98 ház volt a faluban 905 lakossal, négy zsidón kívül mind római katolikusok.
1900-ban 1464 lakosából 1428 horvát, 30 magyar, és 6 fő német nemzetiségű volt. 1910-ben 1641, zömében horvát és magyar lakosa volt. 1941-ben 2176 lakosából 64 ember kivételével mindenki magyar nemzetiségűnek vallotta magát. 1991-ben 2498 lakosából 2394 horvát , 2 fő magyar  nemzetiségű volt. A 2001-es népszámlálás adatai szerint Belica faluközösség lakossága 3509 volt, melyből Belicán 2509-en, Muragárdonyban 1000-en éltek. Belica lakosainak 98%-a horvát nemzetiségű. 2001-ben egyetlen lakos vallotta magát magyar nemzetiségűnek.

## Nevezetességei
A Nagyboldogasszony tiszteletére szentelt plébániatemplomát 1501-ben említik először, de valószínűleg a 15. században épült gótikus stílusban. A templomban talált feliratos kő alapján először 1597-ben újították meg. A templom az egyházi vizitáció szerint már 1691-ben rossz állapotban volt. 1703-ban lebontották és új barokk templom építésébe kezdtek.  Az építés sokáig elhúzódott, a torony végül csak 1779-ben épült meg. Orgonáját 1899-ben kapta. Belsejét 1908-ban Osvaldo Bierti olasz festő festette ki. A templom körüli vaskerítés 1912-ben készült. Az eredeti barokk betlehem ma a zágrábi egyháztörténeti múzeumban található.
A templom közvetlen közelében áll a Szentháromság-oszlop, melyet 1793-ban említenek először. Alacsony, négyszögletes oszlop tetején van elhelyezve a Szentháromság színesre festett, felhőkön lebegő, ülő alakja.